# Tabuenca
Tabuenca est une commune d’Espagne, dans la province de Saragosse, communauté autonome d'Aragon comarque de Campo de Borja.